# Bourbon–Szicíliai Teréz brazil császárné
Bourbon–Szicíliai Teréz (olaszul: Teresa Cristina di Borbone-Due Sicilie, portugálul: Teresa Cristina Maria de Bourbon-Sicílias e Bragança; Nápoly, 1822. március 14. – Porto, 1889. december 28.) a Bourbon-házból származó nápoly–szicíliai királyi hercegnő, II. Péter brazil császár feleségeként Brazília császárnéja.

## Élete

### Családja, testvérei
Terézia Krisztina hercegnő 1822. március 14-én született Nápolyban, Ferenc Januárius nápoly–szicíliai királyi hercegnek (1777–1830), Calabria hercegének, a Két Szicília Királysága trónörökösének, majd 1825-től I. Ferenc néven uralkodójának és Mária Izabella spanyol infánsnőnek (1789–1848) leányaként. Szülei házasságából tizenkét gyermek született, közülük Terézia Krisztina tizedikként. Mind apai, mind anyai ágon a Bourbon-dinasztia leszármazottja volt.
Testvérei között volt II. Ferdinánd nápoly–szicíliai király (1810–1859), Mária Krisztina (1806–1878), VII. Ferdinánd spanyol király (1784–1833) negyedik felesége, Spanyolország régense és Mária Antónia hercegnő (1814–1898), aki II. Lipót toszkánai nagyherceg (1797–1870) második felesége lett.

### Házassága, gyermekei
1843-ban feleségül ment II. Péter brazil császárhoz (1825–1891), I. Péter császár és Habsburg Mária Leopoldina főhercegnő fiához.
Boldog házasság lett, 4 gyermekük született, de a két fiú gyermekként meghalt.
- Alfonz (1845–1847), kétéves korában elhunyt.
- Izabella brazil trónörökösnő és régensnő (1846–1921), aki 1864-től Gaston orléans-i hercegnek (1842–1922), Eu grófjának, Lajos Fülöp király unokájának lett a felesége.
- Leopoldina (1847–1871), aki 1864-ben Lajos Ágost szász–coburg–gothai herceghez (1845–1907), Lajos Fülöp király egy másik unokájához ment feleségül.
- Péter (1848–1850), kisgyermekként meghalt.